# Posavsko-podmajevička grupna nogometna liga 1982./83.
"Posavsko-podmajevička grupna nogometna liga" je bila jedna od četiri grupne lige "Međuopćinskog nogometnog saveza Brčko" i liga šestog stupnja nogometnog prvenstva Jugoslavije u sezoni 1982./83. 
 
Sudjelovalo je 14 klubova, a prvak je bio klub "Dinamo" iz Donje Mahale. 

## Ljestvica
| mj. | klub                   | ut. | pob. | ner. | por. | gol+ | gol- | bod     |
| --- | ---------------------- | --- | ---- | ---- | ---- | ---- | ---- | ------- |
| 1.  | Dinamo Donja Mahala    | 26  | 18   | 5    | 3    | 69   | 28   | 41      |
| 2.  | Proleter Oštra Luka    | 26  | 17   | 5    | 4    | 62   | 33   | 39      |
| 3.  | Partizan Kostrč        | 26  | 12   | 7    | 7    | 56   | 36   | 31      |
| 4.  | Bratstvo Srnice        | 26  | 11   | 7    | 8    | 61   | 36   | 29      |
| 5.  | Jedinstvo Vučkovci     | 26  | 10   | 9    | 7    | 64   | 48   | 28 (-1) |
| 6.  | Sloga Hrgovi Donji     | 26  | 11   | 3    | 12   | 35   | 51   | 25      |
| 7.  | Mladost Gorice         | 26  | 9    | 6    | 11   | 39   | 49   | 24      |
| 8.  | Mladost Vidovice       | 26  | 10   | 4    | 12   | 31   | 47   | 24      |
| 9.  | 1. Maj Bok             | 26  | 9    | 5    | 12   | 41   | 37   | 23      |
| 10. | Mladost Lončari        | 26  | 9    | 4    | 13   | 36   | 40   | 22      |
| 11. | Pelagićevo             | 26  | 10   | 2    | 14   | 40   | 51   | 22      |
| 12. | Dubrave                | 26  | 8    | 5    | 13   | 39   | 55   | 21      |
| 13. | Poljoprivednik Krepšić | 26  | 8    | 1    | 17   | 45   | 70   | 17      |
| 14. | Polet Čović Polje      | 26  | 7    | 3    | 16   | 32   | 78   | 17      |

## Rezultatska križaljka
| kratica | klub                   | 1MAJ | BRA | DIN | DUB | JED | MLAG | MLAL | MLAV | PAR | PEL | POLE | POLJ | PRO | SLO |
| --- | ---------------------- | ---- | --- | --- | --- | --- | ---- | ---- | ---- | --- | --- | ---- | ---- | --- | --- |
| 1MAJ | 1. Maj Bok             |      |     |     |     |     |      |      |      |     |     |      |      |     |     |
| BRA | Bratstvo Srnice        |      |     |     |     |     |      |      |      |     |     |      |      |     |     |
| DIN | Dinamo Donja Mahala    |      |     |     |     |     |      |      |      |     |     |      |      |     |     |
| DUB | Dubrave                |      |     |     |     |     |      |      |      |     |     |      |      |     |     |
| JED | Jedinstvo Vučkovci     |      |     |     |     |     |      |      |      |     |     |      |      |     |     |
| MLAG | Mladost Gorice         |      |     |     |     |     |      |      |      |     |     |      |      |     |     |
| MLAL | Mladost Lončari        |      |     |     |     |     |      |      |      |     |     |      |      |     |     |
| MLAV | Mladost Vidovice       |      |     |     |     |     |      |      |      |     |     |      |      |     |     |
| PAR | Partizan Kostrč        |      |     |     |     |     |      |      |      |     |     |      |      |     |     |
| PEL | Pelagićevo             |      |     |     |     |     |      |      |      |     |     |      |      |     |     |
| POLE | Polet Čović Polje      |      |     |     |     |     |      |      |      |     |     |      |      |     |     |
| POLJ | Poljoprivednik Krepšić |      |     |     |     |     |      |      |      |     |     |      |      |     |     |
| PRO | Proleter Oštra Luka    |      |     |     |     |     |      |      |      |     |     |      |      |     |     |
| SLO | Sloga Hrgovi Donji     |      |     |     |     |     |      |      |      |     |     |      |      |     |     |
| |                        |      |     |     |     |     |      |      |      |     |     |      |      |     |     |
| podebljan rezultat - utakmice od 1. do 13. kola (1. utakmica između klubova) rezultat normalne debljine - utakmice od 14. do 26. kola (2. utakmica između klubova) rezultat nakošen - nije vidljiv redoslijed odigravanja međusobnih utakmica iz dostupnih izvora rezultat nakošen i smanjen * - iz dostupnih izvora nije uočljiv domaćin susreta prekrižen rezultat - poništena ili brisana utakmica p - utakmica prekinuta 3:0 p.f. / 0:3 p.f. - rezultat 3:0 bez borbe n.i. - nije igrano |                        |      |     |     |     |     |      |      |      |     |     |      |      |     |     |

 Izvori: 